# Cantone di Riez
Il Cantone di Riez è una divisione amministrativa dell'arrondissement di Digne-les-Bains.
A seguito della riforma approvata con decreto del 24 febbraio 2014, che ha avuto attuazione dopo le elezioni dipartimentali del 2015, è passato da 9 a 26 comuni.

## Composizione
I 9 comuni facenti parte prima della riforma del 2014 erano:
- Allemagne-en-Provence
- Esparron-de-Verdon
- Montagnac-Montpezat
- Puimoisson
- Quinson
- Riez
- Roumoules
- Saint-Laurent-du-Verdon
- Sainte-Croix-du-Verdon

Dal 2015 i comuni appartenenti al cantone sono i seguenti 26:
- Barrême
- Beynes
- Blieux
- Bras-d'Asse
- Le Castellet
- Le Chaffaut-Saint-Jurson
- Châteauredon
- Chaudon-Norante
- Clumanc
- Entrevennes
- Estoublon
- Majastres
- Mézel
- Moustiers-Sainte-Marie
- La Palud-sur-Verdon
- Puimichel
- Puimoisson
- Riez
- Roumoules
- Saint-Jacques
- Saint-Jeannet
- Saint-Julien-d'Asse
- Saint-Jurs
- Saint-Lions
- Senez
- Tartonne